# Christina Milian
Christina Milian, de son vrai nom Christine Flores, née le 26 septembre 1981 à Jersey City, dans l'État du New Jersey, aux États-Unis, est une autrice-interprète et actrice américaine, issue de parents d’ascendance cubaine.
Elle commence sa carrière en tant qu’actrice, en apparaissant dans de nombreuses séries comme Sister, Sister (1996), La Famille Delajungle (1998), Clueless (1999) ou encore Charmed (1999).
Mais elle obtient un début de notoriété en tant que chanteuse, avec le single Between You & Me du rappeur Ja Rule, avant de sortir en 2002, un album portant simplement son nom, qui doté des singles Am To Pm et When You Look At Me, la révèlera mondialement.
En parallèle de ses albums It’s About Time (2004) et So Amazin (2006), elle continue d’apparaître dans les programmes tels que Smallville (2007), Les Griffin (2010) et Les Experts (2011), tout en obtenant le rôle principal dans la série Grandfathered en 2015.
Elle s’est également illustrée dans de nombreuses productions filmiques comme American Pie (1999), L'Amour n'a pas de prix (2003), Torque, la route s'enflamme (2004), Garde rapprochée (2005), Be Cool (2005), Pulse (2006), American Girls 5 (2009) ou encore Falling Inn Love (2019) et a aussi joué dans quelques téléfilms de Noël à succès.
En complément de ses activités, elle a aussi coécrit et fait les chœurs des tubes Play pour Jennifer Lopez en 2000, Same Ol’ Same Ol’ pour le groupe PYT en 2001, Walk Away (Remember Me) de Paula DeAnda en 2006, mais aussi Baby pour Justin Bieber en 2010, qui est numéro 1 dans certains pays et dont la vidéo dépasse les deux milliards de vues sur Youtube,.
En 2006, elle est aussi apparue dans le vidéoclip à succès de la chanson n°1 A Public Affair de Jessica Simpson.
En 2024, elle succède à Lauren Vélez pour le rôle de Maria LaGuerta dans la série Dexter : Original Sin.

## Biographie

### Enfance et famille
Christina Milian, de son vrai nom Christine Flores, née à Jersey City, dans le New Jersey, aux États-Unis, elle est issue de parents d’ascendance afro-cubaine : Carmen Milian et Don Flores. Son nom de naissance est Christine Flores mais elle change son nom Flores en Milian, qui est le nom de sa mère. Elle est l’aînée d'une fratrie de trois filles, avec Danielle et Elizabeth. Peu de temps après sa naissance sa famille emménage à Waldorf. Elle commence à auditionner à l'âge de 9 ans et obtient le rôle principal dans la comédie musicale Annie. Quand Christina a 13 ans sa mère décide de déménager à Los Angeles pour que ses filles puissent se faire connaître. Le père, Don, reste dans le Maryland et demande le divorce peu de temps après.

### Carrière

#### 2001-2002:Christina Milian
Christina Milian a fait sa première apparition en tant que chanteuse dans le second album du rappeur Ja Rule, en participant aux chœurs dans la chanson Between Me and You. Elle a coécrit et interprété (en tant que choriste) la chanson Play de Jennifer Lopez et a coécrit la chanson Same Ol' Same Ol' du groupe P.Y.T. pour leur premier album P.Y.T. (Down With Me). Grâce à sa collaboration avec Ja Rule, elle a signé avec le label Def Soul. Elle est partie en Suède où elle a enregistré son premier album, Christina Milian, sorti en octobre 2001 au Royaume-Uni. Deux singles furent extraits de l'album : AM to PM et When You Look At Me.
En 2002, Christina Milian rompt ses contrats avec les deux labels Def Soul et Island Records puis collabora avec le rappeur britannique MC Romeo sur la chanson It's All Gravy. Elle a ensuite collaboré avec Hilary Duff pour son album, Santa Claus Lane sur la chanson I Heard Santa On The Radio.

#### 2003-2004:It's About Time
Après la sortie mondiale de son premier album, elle collabora avec des producteurs comme Polli Paul, Darkchild, Bloodshy & Avant, Cory Rooney, Warryn Campbell et Bryan-Michael Cox.
Le 13 juillet 2004, elle a sorti son deuxième album, It's About Time, dont le premier single a été Dip It Low.
Elle a ensuite sorti un deuxième single en collaboration avec Joe Budden, Whatever U Want.
En 2003, elle prête également sa voix au personnage Angel Rodriguez, dans le jeu vidéo Def Jam Vendetta.

#### 2005-2006:So Amazin'

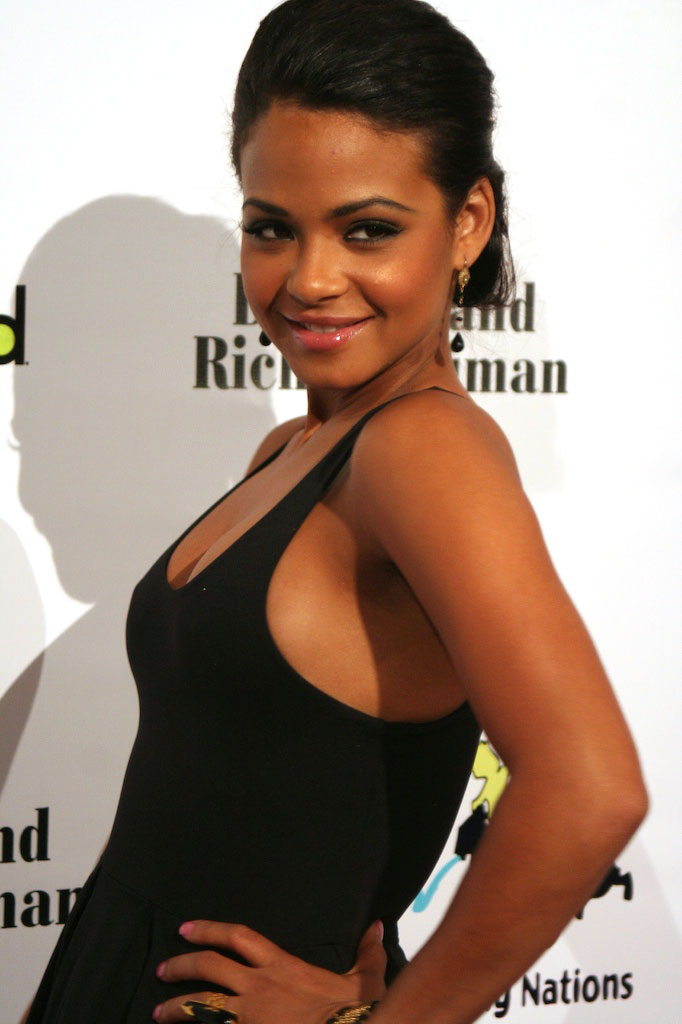
Christina Milian à l'after-party des Oscar le 24 février 2007.

Le 16 mai 2006 sort son troisième album, So Amazin', dont le premier single est Say I en collaboration avec le rappeur Young Jeezy. Après avoir quitté le label Def Jam, elle a sorti son premier album de compilation The Best Of Christina Milian. La même année, elle coécrit Walk Away (Remember Me) pour Paula DeAnda, qui se classe à la 4eme place du Billboard aux États-Unis.
En parallèle, elle est aussi apparue dans le vidéoclip à succès de la chanson n°1 A Public Affair de Jessica Simpson. Jessica Simpson a public affair

#### 2012-présent: Carrière d'actrice et retour musical avec l'album4 U
En 2010, elle coécrit le single Baby pour Justin Bieber, qui est numéro 1 dans de nombreux pays et dont la vidéo dépasse les deux milliards de vues sur Youtube,.
En février 2012, elle signe un contrat avec le label de Lil Wayne, Young Money Entertainment.
En juillet 2013, le contrat qui unissait Christina Milian et The Voice s'est terminé.
En septembre 2013, Milian devient participante de Dancing with the Stars (Saison 17). Son partenaire danseur professionnel est Mark Ballas. Elle a été éliminée au bout de 5 semaines bien qu'elle ait reçu le plus haut score de la soirée, car l'élimination était basée sur les performances de la semaine précédente (24) et sur les votes des téléspectateurs.
En janvier 2015, Milian commence sa 2e téléréalité, Christina Milian Turned Up (en). La téléréalité montre le quotidien de Christina Milian, de sa mère Carmen et de ses sœurs, Liza et Danielle Milian. La même année, elle relance sa carrière musicale avec les singles Rebel, Do It en featuring Lil'Wayne et Like Me en featuring Snoop Dogg. Elle obtient l'un des rôles principaux dans la série télé à succès Grandfathered aux côtés de John Stamos.
En 2016, elle apparait dans le téléfilm The Rocky Horror Picture Show: Let's Do the Time Warp Again, qui est un remake du film du même nom sorti en 1975.
En 2019, elle tient le premier rôle d'un film original Netflix avec Adam Demos, dans lequel elle interprète Gabriela Diaz dans la comédie romantique américaine Falling Inn Love réalisée par Roger Kumble.

### Vie privée

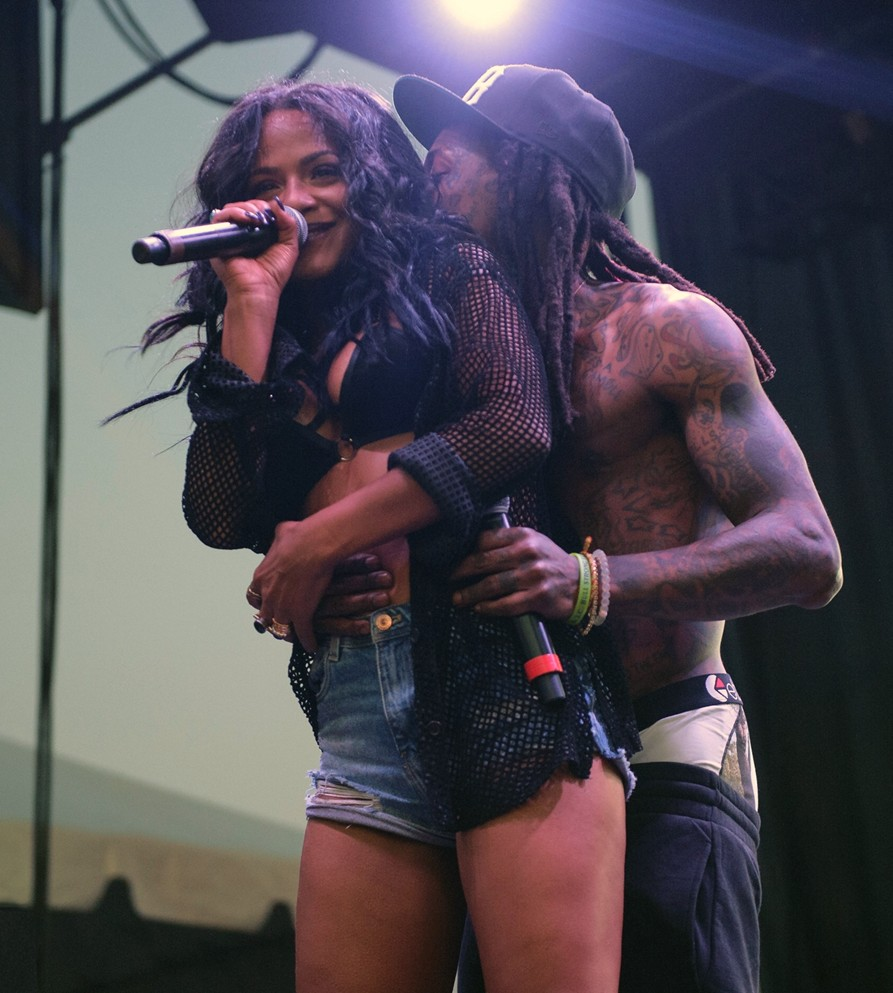
Christina Milian et le rappeur Lil Wayne en 2014. Billboard Hot 100 Music Festival, New York.

En 1998 Christina fréquente l'acteur Wilmer Valderrama durant trois mois. 
Elle aurait également fréquenté l'acteur Paul Walker entre 1999 et 2000. 
Elle est en couple avec le rappeur Ja Rule - avec qui elle a collaboré sur Between Me and You - entre 2000 et 2002.
En janvier 2003 elle devient la petite-amie de l'acteur et rappeur Nick Cannon - rencontré sur le tournage du film L'amour n'a pas de prix l'année précédente. Ils se séparent en septembre 2005. 
Entre 2005 et 2009 elle est la compagne du rappeur Andre Christopher Lyon, membre du duo Cool and Dre.
En février 2009, elle officialise son couple avec le rappeur The-Dream - avec qui elle se fiance trois mois plus tard. Ils se marient le 4 septembre 2009 à Las Vegas et font une cérémonie à Rome la semaine suivante. Quelques jours après leur mariage, la chanteuse annonce être enceinte de son premier enfant mais, en décembre 2009, le couple se sépare. Le 26 février 2010, elle donne naissance à sa fille, prénommée Violet Madison Nash. Leur divorce est prononcé le 23 octobre 2011.
En septembre 2010, elle devient la compagne de Jas Prince, fils du producteur de musique James Prince (en), avec qui elle se fiance en avril 2013, mais ils se séparent en juin 2014. 
Le mois suivant, elle fréquente le rappeur, Lil Wayne. Ils se séparent en novembre 2015. 
Entre 2016 et début 2017, elle fréquente le mannequin, Izzy Lopez - il a alors 19 ans et elle 35 ans .
Le sportif Brandon Wilds (en) de janvier à mai 2017. 
Le rappeur Dave East d'avril à août 2017.
Depuis août 2017, elle partage la vie du chanteur et acteur français M. Pokora. Le 20 janvier 2020, elle donne naissance à leur fils, prénommé Isaiah. Le 10 décembre 2020, ils annoncent sur Instagram qu'elle est enceinte de leur deuxième enfant. Le 24 avril 2021, elle donne naissance à un fils prénommé Kenna.
En 2023, elle s'installe à Paris avec son époux.

## Autres activités
Christina Milian est copropriétaire de la société de spiritueux Viva Diva Wines, qu'elle détient avec sa mère et manager Carmen Milian, et son attaché de presse Robyn Santiago.
Elle est également copropriétaire de Beignet box, 2 camions de restauration rapide ainsi qu'une boutique à Studio City, CA.

## Discographie

### Albums
- 2001 : Christina Milian (album) (en)
- 2004 : It's About Time (en)
- 2006 : So Amazin

### EP
- 2015 : 4 U

### Compilation
- 2006 : Best Of

### Musiques écrites pour d'autres artistes
- 2001 : Play (de Jennifer Lopez)
- 2001 : Same Ol' Same Ol (de P.Y.T.)
- 2003 : Sag Es (de Samajona)
- 2003 : Listen to Me (de Samajona)
- 2006 : Walk Away (Remember Me) (de Paula DeAnda)
- 2010 : Baby (de Justin Bieber)

## Filmographie

### Cinéma
- 1999 : American Pie de Paul et Chris Weitz : membre du groupe recalée à la fête
- 1999 : The Wood de Rick Famuyiwa : la fille
- 1999 : Durango Kids d'Ashton Root : Eleanor "Ellie" Bigelow
- 2003 : L'Amour n'a pas de prix (Love Don't Cost a Thing) de Troy Beyer : Paris Morgan
- 2004 : Torque, la route s'enflamme (Torque) de Joseph Kahn : Nina
- 2005 : Garde rapprochée (Man of the House) de Stephen Herek : Anne
- 2005 : Be Cool de F. Gary Gray : Linda Moon
- 2006 : Pulse de Jim Sonzero : Isabelle « Izzie » Fuentes
- 2009 : Hanté par ses ex (Ghosts of Girlfriends Past) de Mark Waters : Keelia
- 2009 : American Girls 5 (Bring It On: Fight to the Finish) de Bille Woodruff : Katalina « Lina » Cruz
- 2013 : Destination Love (Baggage Claim) de David E. Talbert : Taylor
- 2019 : Falling Inn Love de Roger Kumble : Gabriela Diaz
- 2021 : L'Amour complexe (Resort to Love) de Steven K. Tsuchida : Erica Wilson
- 2024 : Le Rendez-vous de Noël (Meet Me Next Christmas) de Rusty Cundieff : Layla

### Télévision

#### Séries télévisées
- 1996 : Sister, Sister : Lana
- 1996 : Drôles de monstres (Aaahh!!! Real Monsters) : Le petit chaperon rouge
- 1998-1999 : La Famille Delajungle (The Wild Thornberrys) : Sipho / Macquaque Wallah (Voix)
- 1999 : Clueless : Megan
- 1999 : La Famille Green : Tennisha
- 1999 : Charmed : Teri Lane
- 1999 : Steve Harvey Show : la jeune fille dans le chemin
- 2000 : Cousin Skeeter : une des chanteuse du groupe les Candys
- 2007 : Smallville : Rachel Davenport
- 2010 : Les Griffin (Family Guy) : Esther (Voix)
- 2010 : Meet the Browns (en) : Claudia
- 2011 : Les Experts (CSI: Crime Scene Investigation) : Sydney Preston
- 2012 : A Gifted Man : Shawnee Baker
- 2015-2016 : Grandfathered : Vanessa
- 2018 : The Oath : Christine Parks
- 2019 : Soundtrack : De'Andra Green
- 2022 : Step Up (Step Up: High Water) : Collette Jones
- 2024 : Dexter : Les Origines (Dexter: Original Sin) : Maria LaGuerta

#### Téléfilms
- 2007 : Eight Days a Week : Olivia
- 2007 : Boule de neige (Snowglobe) : Angela Moreno
- 2010 : L'Ange des neiges (Christmas Cupid) : Sloane Spencer
- 2013 : Le Noël rêvé de Megan (A Snow Globe Christmas) : Sal
- 2016 : The Rocky Horror Picture Show: Let's Do the Time Warp Again : Magenta
- 2018 : Souvenirs de Noël (Memories of Christmas) : Noëlle

#### Télé-réalité
- 2015-2016 : Christina Milian : Music & Family (en) (Christina Milian Turned Up) : Elle-même

### Jeux vidéo
- 2003 : Def Jam Vendetta : Angel (voix)
- 2008 : Need for Speed: Undercover : Carmen Mendez